# Konstantín Rázumov
Konstantín Rázumov (Константин Разумов) (Moscú 1974) es un pintor ruso de tendencia realista – impresionista, inicia sus estudios arte y pintura en el estudio Iliá Glazunov en la Academia de Bellas Artes de Moscú

## Obra
Sus obras se caracterizan por la combinación de técnica del realismo y el impresionismo, en la cual presenta una diversidad de temas entre los cuales de puede apreciar desde los desnudos a los paisajes. Sus colores brillantes, la suavidad de la piel en sus desnudos, las características expresivas de sus personajes distinguen en sus pinturas. Razúmov es fiel a principios de impresionismo, sin embargo, añade algunos toques modernos, que son más evidentes en sus desnudos suaves y sensuales.
Entre sus obras destacan: Arabian dance, The concert for my mother, Bonjour, Concert dans la salle de Piotr Ilitch Tchaïkovski, Elégante allongée en négligé, Dans la loge, Le repos, Les petits voiliers, Le ruban rouge, Children fishing, Elégante au châle rouge.

### Video
- Youtube: Art by Konstantin Razumov
- Youtube: Konstantin Razumov -- Константин Разумов (Maler)

- Datos: Q5393408